# レッツ・ゴー三人娘
『レッツ・ゴー三人娘』（レッツ・ゴーさんにんむすめ）は、1962年7月9日から1963年3月25日までフジテレビ系列局で放送されていたフジテレビ製作のテレビドラマである。日東紡績の一社提供。

## 概要
創業300年を自称するレコード屋の看板娘3人の活躍を描いたミュージカル風のドラマ。当時同局の『森永スパーク・ショー』や映画『ハイハイ3人娘』に出演していたスパーク3人娘（中尾ミエ、伊東ゆかり、園まり）が看板娘たちの役を演じていた。

## 放送時間
いずれも日本標準時。
- 月曜 21:15 - 21:45 （1962年7月9日 - 1962年8月27日）
- 月曜 21:00 - 21:30 （1962年9月3日 - 1963年3月25日）

## キャスト
ミエ
演 - 中尾ミエ
レコード屋の娘。
ゆかり
演 - 伊東ゆかり
ミエの友人。
まり
演 - 園まり
ミエの友人。
ミエの父
演 - 牟田悌三
レコード屋の主人。
ミエの母
演 - 市川寿美礼
おっちょこちょいな性格。
ミエの祖母
演 - 島岡輝子
ジャズを好む。
ミエの弟
演 - 渡辺久夫
おしゃまな子供。

## スタッフ
- 作：青島幸男、牛島孝之、小沢洋、城悠輔、保富康午
- 音楽：平岡精二
- 協力：渡辺プロダクション
- 代理店：ラジオプロ
- 制作：フジテレビ
- 演出：小林俊一

参考：“「レッツ・ゴー三人娘」検索結果 - 脚本データベース -”.  日本脚本アーカイブズ推進コンソーシアム（出典：国立国会図書館）. 2017年3月21日閲覧。